# Кубок любителей
Кубок любителей — главное любительское соревнование по регби в России в 2008-2012 годах. В разные годы носил разное название, но неизменно являлся главным «фестивалем» любительского регби. Обычно проходил в сентябре-октябре. С 2013 года не проводится в связи с организацией Федеральной лиги, финал которой стал новым главным соревнованием для любителей.

## 2008 — Кубок Форума
Любительский регбийный клуб «Форум» совместно с Московским государственным техническим университетом имени Н. Э. Баумана и Федерацией регбистов Москвы проводят первый турнир по регби среди российских любительских клубов. В турнире участвуют 5 команд: ЛРК «Форум» (Москва), МГТУ, «Московские Драконы», ЛРК «Варяг» (Новгород), ЛРК «Белая Крепость» (Белгород).
Соревнования прошли 9 августа 2008 года по круговой системе в формате 2х20 на стадионе МВО «Лефортово».
- Варяг — Белая крепость — 12:3
- МГТУ — Форум — 0:16
- Варяг — Московские Драконы — 0:30
- МГТУ — Белая крепость — 7:7
- Форум — Московские Драконы — 0:7

| М | Команда                   | В | Н | П | РИО   | О | Лучший игрок       |
| - | ------------------------- | - | - | - | ----- | - | ------------------ |
| 1 | Московские Драконы        | 2 | 0 | 0 | 37-0  | 8 | Конрад Шнербергер  |
| 2 | «Форум» Москва            | 1 | 0 | 1 | 16-7  | 5 | Андрей Апенин      |
| 3 | «Варяг» Новгород          | 1 | 0 | 1 | 12-33 | 5 | Александр Тимофеев |
| 4 | «Белая крепость» Белгород | 0 | 1 | 1 | 10-19 | 3 | Георгий Черных     |
| 5 | МГТУ Москва               | 0 | 1 | 1 | 7-23  | 3 | Влад Тюрин         |

## 2009 — Кубок Академии регби
Прошел 8-9 августа в Москве. Начинался также в Лефортово, но финал проходил в Академии регби.

### Групповой этап
8 августа, ст. Лефортово:
- Белая Крепость — Воронеж и Ко. — 7:8
- Гранит — Снаряд — 15:7
- Белая Крепость — Форум — 0:12
- Гранит — Воронеж и Ко. — 0:17
- Снаряд — Форум — 0:41

| М | Команда                          | В | Н | П | РИО   | О | Лучший игрок     |
| - | -------------------------------- | - | - | - | ----- | - | ---------------- |
| 1 | «Форум» Москва                   | 2 | 0 | 0 | 53-0  | 7 | Темур Рудышин    |
| 2 | сборная Воронеж-Москва-Волгоград | 2 | 0 | 0 | 25-7  | 6 | Морская Фея      |
| 3 | «Белая крепость» Белгород        | 1 | 0 | 1 | 7-20  | 4 | Алехандро Переда |
| 4 | «Гранит» Москва                  | 1 | 0 | 1 | 15-24 | 3 | Дмитрий Родин    |
| 5 | «Снаряд» Тольятти                | 0 | 0 | 2 | 7-56  | 0 | Кирилл Сирота    |

### Финал
9 августа, стадион Академии регби
Матч за Малый Кубок
Белая крепость — Гранит — 17:8 (3:0) — п: А.Никончук, Букалов; р: К.Гаврилов (2); ш: К.Гаврилов / п: В.Тюрин; ш: ???
Матч за Большой Кубок
Форум — Воронеж и Ко. — 8:0 (0:0)

### Итоговое положение
1. Форум Москва
2. сборная Воронеж-Москва-Волгоград
3. Белая крепость Белгород
4. Гранит Москва
5. Снаряд Тольятти

## 2010 — Кубок Академии регби
Прошел 4 и 5 сентября в Москве.
В первый день команды играли два тайма по 20 минут:
- Московские Драконы — Сборная регионов — 32:7
- Гранит — Форум — 0:22
- Московские Драконы — Белая Крепость — 31:7
- Форум — Сборная регионов — 22:0
- Гранит — Белая Крепость — 10:12

Финалы прошли также как и раньше — на следующий день, в Академии регби.
Матч за 3 место
Белая Крепость — Гранит — 24:5
Финал
Форум — Драконы — 12:7
Итоговое положение команд:
1. «Форум» Москва
2. «Московские Драконы»
3. «Белая Крепость» Белгород
4. «Гранит» Москва
5. Сборная Воронеж-Орел-Тверь

## 2011 — Кубок Академии регби
Впервые прошел в двух группах

### Верхняя группа
17 сентября, ст. Красный Балтиец
- МГТУ — Монино — 0:18
- МАИ — Форум — 10:5
- МАИ — МГТУ — 25:0
- Форум — Монино — 7:24 (0:7)

18 сентября, ст. МГУ
- МГТУ — Форум — победа МГТУ
- Монино — МАИ — 7:0

### Нижняя группа
17 сентября, ст. ДЮСШ Викинг
- Гранит — Рязань — 11:0
- Рязань — Штурм — 3:хх
- Гранит — Штурм — 19:19

### Итоговое положение
1. ЛРК Монино
2. МАИ
3. МГТУ
4. Форум Москва
5. Гранит Москва
6. Штурм Тверь
7. РК Рязань

## 2012 — Кубок федерации регби
Прошел 6-7 октября в Москве. Впервые проведен с учетом региональных отборочных игр. Однако из-за отсутствия финансирования многие победители отборочных игр не приехали.
В первый день турнира в «московской» группе «Динамо-Сокол» победило «Гранит». А во второй группе «ЖурБол» (Красноярск) обыграл сборную Урала (на основе команды «Адреналин» Тюмень) и «Штурм» (Тверь)
7 октября в Академии регби прошли финалы:
за 3-е место
Урал — Гранит — 25:0
за 1-е место
Динамо — Журбол — 10:13